# Wolfgang Fiedler (Radsportler)
Wolfgang Fiedler (* 8. Januar 1951 in Müncheberg) ist ein ehemaliger Radrennfahrer aus der DDR. Er startete für den SC Dynamo Berlin, war DDR-Meister im Straßen-Mannschaftsfahren und Teilnehmer der Internationalen Friedensfahrt.

## Jugend
Fiedler wurde 1967 in der Jugend B DDR-Meister im Querfeldein-Rennen. 1968 gewann er zwei Spartakiade-Bronzemedaillen im Straßeneinzel- und Straßen-Mannschaftsfahren. 1969 war er im Straßen-Mannschaftsfahren Goldmedaillengewinner beim Jugendwettkampf der Freundschaft und bei der DDR-Meisterschaft der Jugend A. 1970 gewann er den Internationalen Jugendpokal Radsport-Asse der Zukunft, das Eintagesrennen Rund um das Muldental und 1971 das Weiße Trikot (Nachwuchswertung) in der Woche des internationalen Radsports der DDR.

## Männer
1971 startete Fieder bei der DDR-Rundfahrt. Bei der sechsten und gleichzeitig letzten Etappe errang er einen dritten Platz. Im Gesamtklassement belegte er den 33. und in der Nachwuchswertung den dritten Platz. 
1972 gewann Wolfgang Fiedler den Dynamo-Cup in Seelow, wurde DDR-Meister im Mannschaftszeitfahren (mit Günter Bertram, Horst Brauer und Volker Schönfeld) sowie Zweiter der DDR-Kriteriums-Meisterschaft. Außerdem war er Ersatzfahrer für die DDR-Friedensfahrt-Mannschaft, kam hier aber nicht zum Einsatz.
Ein Jahr später war Fiedler erneut Mitglied der DDR-Friedensfahrt-Mannschaft und nahm diesmal die Rundfahrt in Angriff. Beim Prolog in Prag erreichte er den elften Platz. Nach der dritten Etappe belegt er Platz 32 in der Gesamtwertung. Auf der vierten Etappe von Dubnica nad Váhom nach Banská Bystrica war er bei der ersten Bergwertung nach 20 Kilometern vorn mit dabei. Auf der Abfahrt bei Kilometer 42 stürzte Fiedler dann schwer, musste das Rennen aufgeben und kam ins Krankenhaus. Es stelle sich heraus, dass der Sehnerv seines linken Auges gerissen war, und somit konnte das Auge nicht gerettet werden.
Bei der DDR-Rundfahrt desselben Jahres betätigte Fiedler sich als Assistent des Dynamo-Trainers Axel Peschel.